# Tarachodula pantherina
Tarachodula pantherina är en bönsyrseart som beskrevs av Gerstaecker 1869. Tarachodula pantherina ingår i släktet Tarachodula och familjen Tarachodidae. Inga underarter finns listade i Catalogue of Life.